# Echiniscus bartramiae
Echiniscus bartramiae är en djurart som tillhör fylumet trögkrypare, och som beskrevs av Iharos 1936. Echiniscus bartramiae ingår i släktet Echiniscus och familjen Echiniscidae. Inga underarter finns listade i Catalogue of Life.